# CIE 1960 色空間

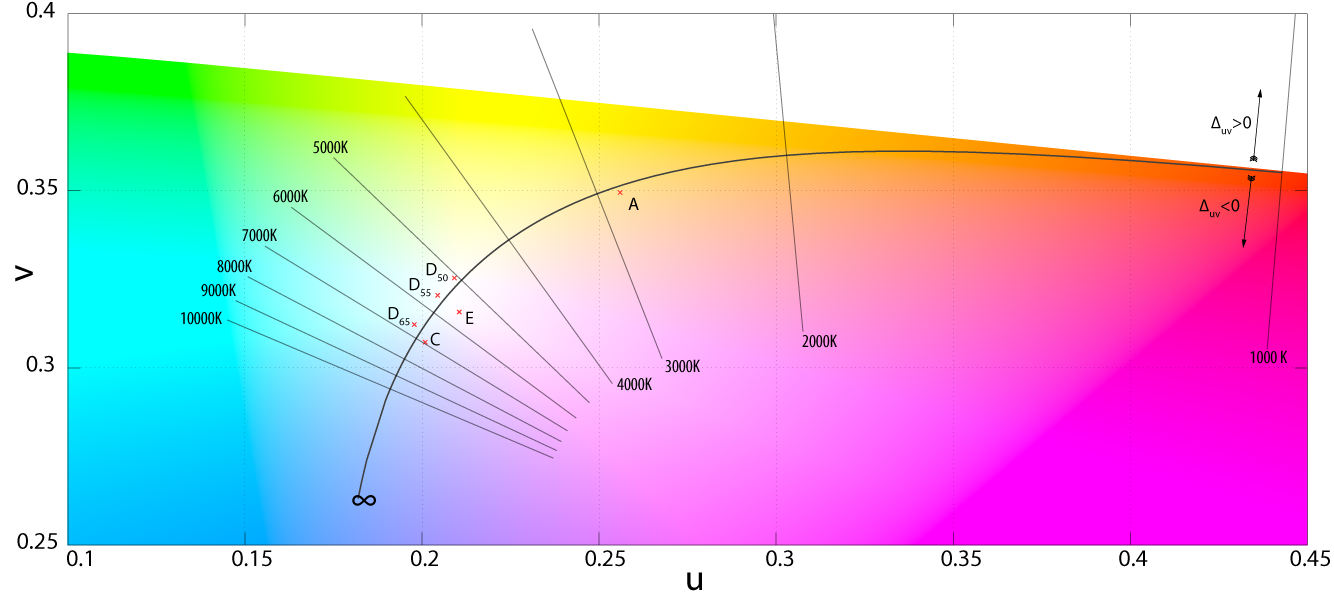
マクアダム色度図 (u, v) 上の黒体軌跡。法線は等しい相関色温度を表す。

CIE 1960 色空間 (シーアイイー 1960 いろくうかん) は、デビッド・マクアダムにより考案された (u, v) 色度空間。
CIE 1960 均等色空間 (UCS)、または単に均等色空間とも呼ばれる。
CIE 1960 均等色空間は、輝度の成分を持たないが、三刺激値のXYZ色空間における Y 成分や、CIE 1964 色空間における輝度値に近い W* が使用される。
CIE 1960 均等色空間は、黒体軌跡上に等温線として表現される相関色温度を計算するのに用いられる。均等色空間の一つではあるが、CIE 1976 均等色空間のほうが広く利用されている。

## 背景
ディーン・B・ジャッドは、CIE XYZ三刺激値から単純な射影変換を用いて、より均等な色空間を導出した。
{\displaystyle {\begin{pmatrix}''R''\\''G''\\''B''\end{pmatrix}}={\begin{pmatrix}3.1956&2.4478&-0.1434\\-2.5455&7.0492&0.9963\\0.0000&0.0000&1.0000\end{pmatrix}}{\begin{pmatrix}X\\Y\\Z\end{pmatrix}}}
(注: 上記式での"G"および"B"は、CIE 1931 色空間におけるGおよびBとは異なる。実際に上記の色は存在しない色である。)
ジャッドと同様の変換はその後数多く行われてきた。このRGB色空間を色度空間に変換するには
{\displaystyle u={\frac {0.4661x+0.1593y}{y-0.15735x+0.2424}}}
{\displaystyle v={\frac {0.6581y}{y-0.15735x+0.2424}}}

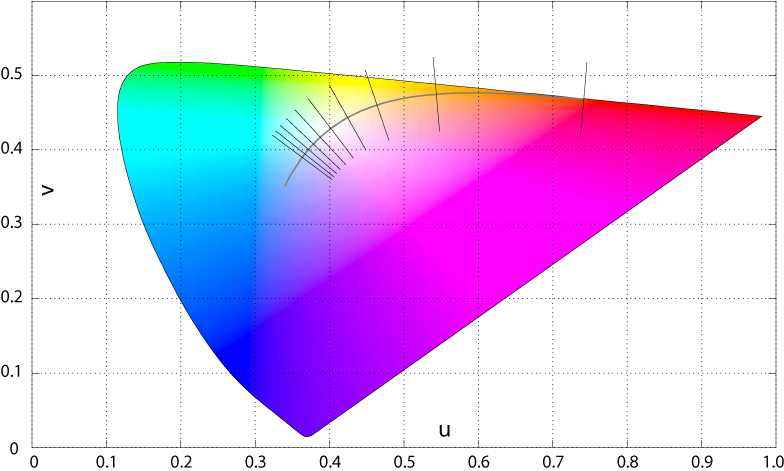
ジャッドの均等色空間と、黒体軌跡および1,000K から10,000Kの、黒体軌跡と直行する等温線。ジャッドはこれらの等温線をCIE XYZ色空間上にプロットした (上記図の色は説明目的で着色している色で、実際の座標上の色とは一致しない)。

あるいは、等価的に (下記式による比較目的で):
{\displaystyle u={\frac {5.5932x+1.9116y}{12y-1.882x+2.9088}}}
{\displaystyle v={\frac {7.8972y}{12y-1.882x+2.9088}}}
マクアダムはジャッドの均等色空間を、計算を簡略化する目的で単純化を行った:
{\displaystyle u={\frac {4x}{12y-2x+3}}}
{\displaystyle v={\frac {6y}{12y-2x+3}}}
CIEの色度委員会は、ブリュッセルでの第14回会合でマクアダムの提案を、xy色度座標よりも知覚的な均等性を持つ色空間として提案し、 次の年に正式に標準均等色空間として採択した。

## CIE XYZ 色空間との関係

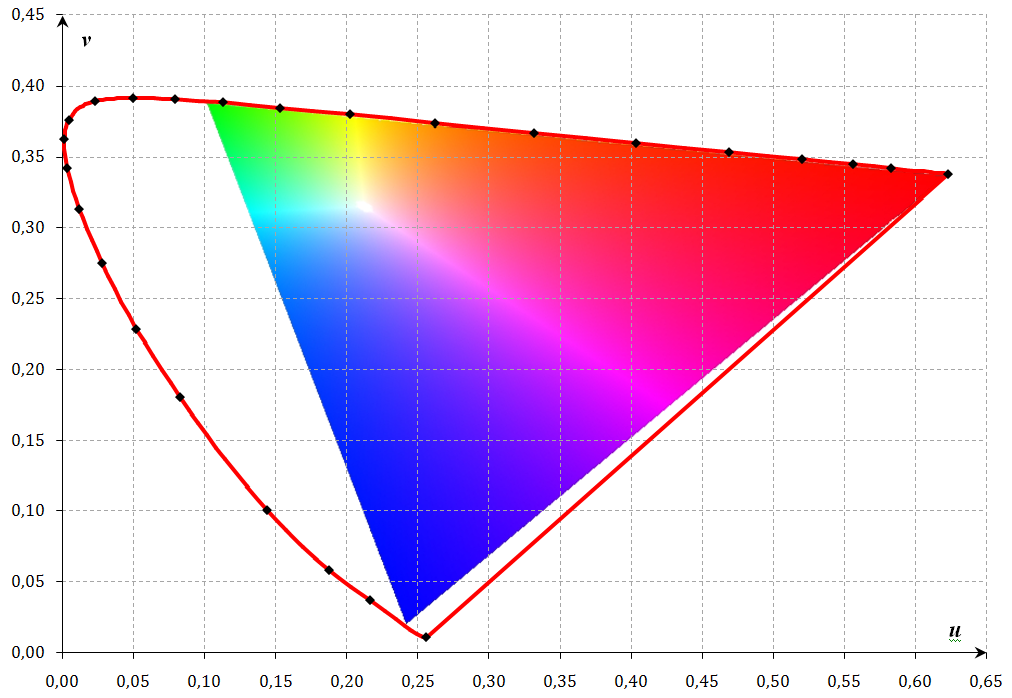
CIE 1960 均等色空間。マクアダムの (u,v) 色度図とも呼ばれる。着色された三角形の外側の色は、殆どのディスプレイでは表示できない色である。

U, V, および W は、 X, Y, および Z を用いて:
{\displaystyle U=\textstyle {\frac {2}{3}}X}
{\displaystyle V=Y\,}
{\displaystyle W=\textstyle {\frac {1}{2}}(-X+3Y+Z)}
逆に:
{\displaystyle X=\textstyle {\frac {3}{2}}U}
{\displaystyle Y=V}
{\displaystyle Z=\textstyle {\frac {3}{2}}U-3V+2W}
色度変数は:
{\displaystyle u={\frac {U}{U+V+W}}={\frac {4X}{X+15Y+3Z}}}
{\displaystyle v={\frac {V}{U+V+W}}={\frac {6Y}{X+15Y+3Z}}}
u および v から x および yへの変換:
{\displaystyle x={\frac {3u}{2u-8v+4}}}
{\displaystyle y={\frac {2v}{2u-8v+4}}}

## CIELUVとの関係式
{\displaystyle u^{\prime }=u\,}
{\displaystyle v^{\prime }=\textstyle {\frac {3}{2}}v\,}